# Birgit Nilsson

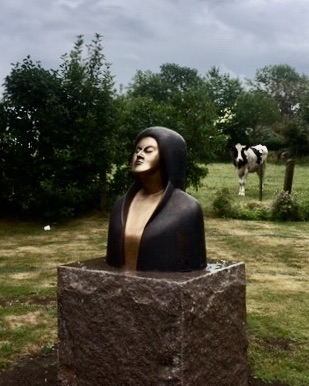
Birgit Nilsson byst (2020), är utförd av Ulla och Gustav Kraitz och placerad vid Birgit Nilsson Museum i Västra Karup, Båstad.

Märta Birgit Nilsson-Niklasson som gift, som artist Nilsson, född 17 maj 1918 i Västra Karups socken i Skåne, död 25 december 2005 i Bjärlöv i Skåne, var en svensk operasångerska (dramatisk sopran). Hon blev hovsångerska 1954 och fick motsvarande titel, Kammersängerin, i Österrike 1968 samt därefter även i Bayern 1970. Hon blev ledamot av Kungliga Musikaliska Akademien 1960 och fick professors namn 1998.

## Biografi
Nilsson var det enda barnet till lantbrukarparet Nils Petter Svensson och Justina Svensson, född Paulsson. De var bosatta på en gård i byn Svenstad i Västra Karups socken i nuvarande Båstads kommun. Tre år gammal började hon ta ut melodier på ett leksakspiano som hon fått i present av en dräng på gården. I en intervju sade hon senare att hon kunde sjunga innan hon kunde gå och att hon sjöng till och med i drömmen. Senare köpte hennes far en orgel till henne.
Hennes vokala talang upptäcktes först av lärarparet Jenny och Erik Pamp i Svenstads folkskola. Fjorton år gammal började hon ta pianolektioner, och hon gick även med i Västra Karups kyrkokör. Där blev hon uppmärksammad av kantorn i Båstad, Albert Runbäck, som såg till att hon fick ta sånglektioner hos sångläraren Ragnar Blennow i Åstorp. Blennow kan räknas som hennes verklige upptäckare, och det var han som uppmanade henne att söka till Kungliga Musikhögskolan i Stockholm inför hösten 1941. Där blev hon antagen som elev i solosång. Endast två av 47 sökande antogs. Lärare blev bland andra Joseph Hislop och Arne Sunnegårdh.

### Tidig karriär

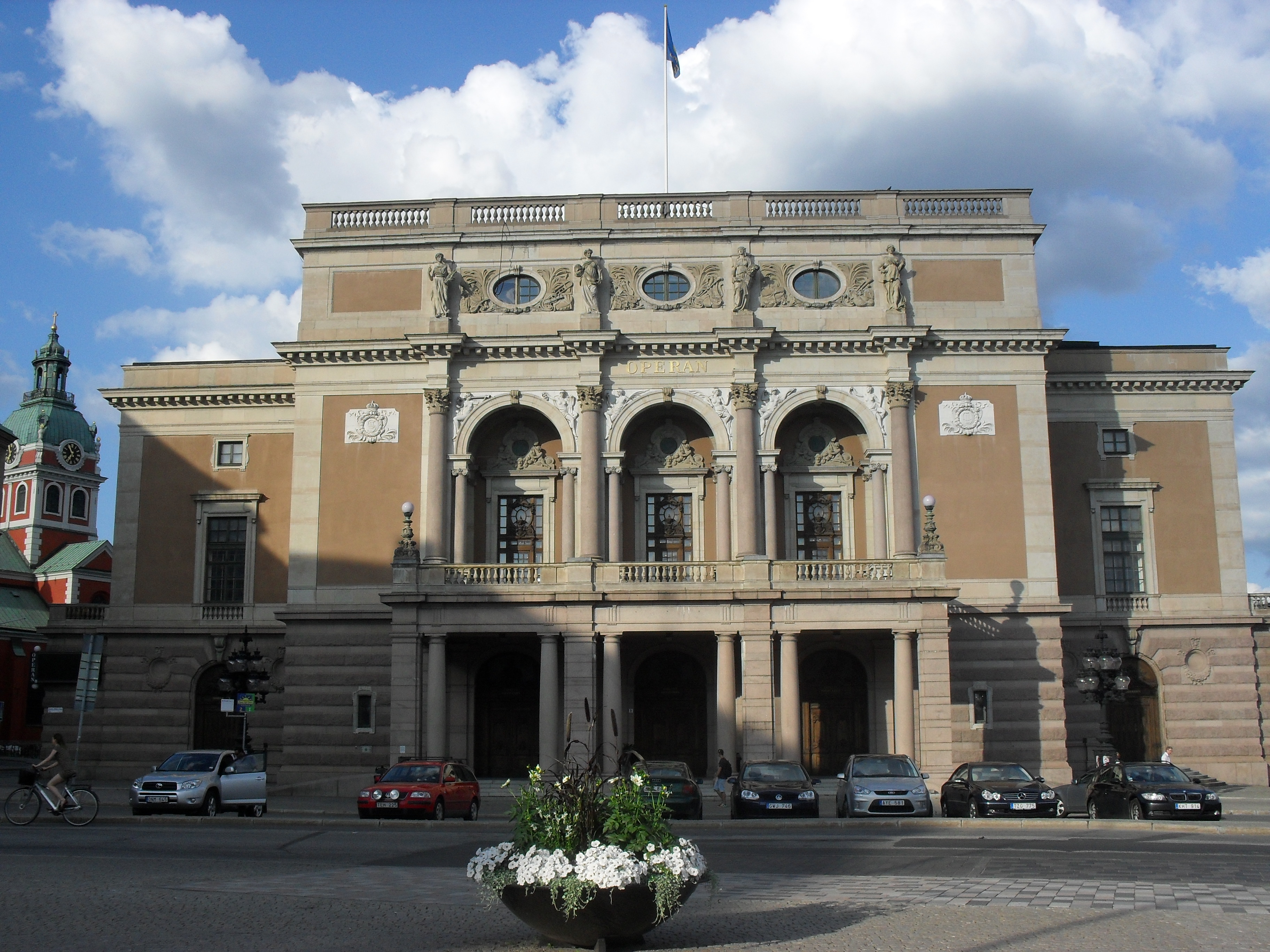
Kungliga Operan i Stockholm där Birgit Nilsson gjorde sin debut 1946 och sista föreställning 1975.

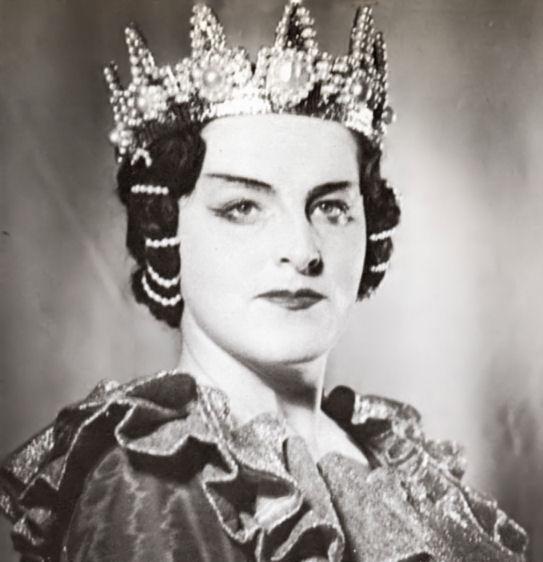
Birgit Nilsson som Lady Macbeth 1947.

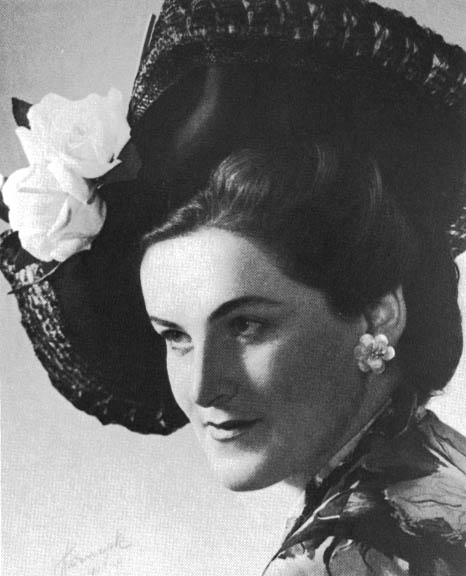
Birgit Nilsson, 1948.

År 1946 gjorde Nilsson sin debut vid Kungliga Teatern. På grund av en ordinarie rollinnehavares sjukdom fick hon uppgiften att med tre dagars varsel studera in Agathes roll i Friskytten av Carl Maria von Weber. Dirigenten Leo Blech var dock ovänlig mot henne och hon skrev i sina memoarer, att hon efteråt funderade på självmord.
Nilsson skildrar i sina memoarer att hon genomförde sin första grammofoninspelning 1947, av en aria ur Franz Berwalds Estrella di Soria, trots svår sjukdom, halsfluss med hög feber. Hon vågade inte avböja detta första erbjudande att förevigas på grammofon.
Året därpå, 1947, fick hon dock sitt stora genombrott som Lady Macbeth i Verdis opera Macbeth med Fritz Busch som dirigent. En hel rad av nya roller följde, bland dem som Venus i Tannhäuser (1947), Fältmarskalkinnan i Rosenkavaljeren (1948), Senta i Den flygande holländaren (1948), Donna Anna i Don Giovanni (1949), Lisa i Spader Dam (1949), Sieglinde i Valkyrian (1949), Brünhilde i Siegfried (1949), Woglinde i Ragnarök (1949) och titelrollen i Tosca (1951) samt titelrollen i Aida (1951). På den tiden sjöngs alla roller vid Stockholmsoperan på svenska.

### Internationella engagemang
Samarbetet med Busch innebar att Nilssons internationella karriär kom igång. Han såg till att hon engagerades vid Glyndebourne-festivalen 1951 där Birgit debuterade 20 juni i rollen som Elektra i Mozarts opera Idomeneo. Hon gjorde 6 föreställningar där den sista den 14 juli även spelades in.
Debuten på Wiener Staatsoper 1953 blev en ny milstolpe i karriären. I Wien skulle hon bli en regelbundet återkommande gästartist under mer än ett kvartssekel. Debuten vid Bayreuthfestspelen ägde rum 1954 i rollen som Elsa i Lohengrin. Samma år gjorde hon sin första Brünnhilde i Nibelungens ring vid Bayerska statsoperan i München i samband med festivalen där. Fram till 1969 återkom hon dit som Sieglinde, Brünnhilde och Isolde.
Titelrollen i Puccinis opera Turandot gjorde hon på Teatro alla Scala i Milano 1958. Hon fick då, som andra icke-italienare (den första var Maria Callas), äran att öppna säsongen där. Rollen som Turandot kom sedan att bli en av hennes paradroller, eftersom den var så väl lämpad för hennes röst. Att få öppna den 181:a säsongen på La Scala var ett av de största ögonblicken i hennes liv, enligt en senare intervju.
I USA gjorde Nilsson sin debut 1956, som Brünnhilde i Valkyrian vid San Francisco-operan. I samband med Metropolitan-debuten 1959 fick hon förstasidesrubriker i dagspressen. Hon gjorde där rollen som Isolde i Tristan och Isolde. Under ledning av Charles Mackerras sjöng hon en Wagner-konsert vid invigningen av konsertsalen i Operahuset i Sydney 1973. För övrigt har hon sjungit vid alla större operahus i världen inkluderande Wiener Staatsoper, Deutsche Oper Berlin, Royal Opera House Covent Garden, Tokyo, Parisoperan, Teatro Colón i Buenos Aires, Chicago och Hamburg.
EMI:s inspelning av Puccinis Flickan från vilda västern blev Nilssons första kompletta officiella operainspelning. Den kvinnliga huvudrollen Minnie skulle ha sjungits av Maria Callas, som lämnade återbud.

### 1960-talet och framåt
För att ge Decca rättigheterna att spela in hennes Elektra (Richard Strauss), 1966–67, ställde Birgit Nilsson motkravet att bolaget även skulle spela in hennes Tosca, trots att de nyligen gjort en inspelning med Renata Tebaldi. Nilsson fick till sin egen stora glädje möjligheten 1969 att på EMI spela in sin debutroll vid Stockholmsoperan, Agathe i Friskytten. Detta är hennes enda inspelning tillsammans med Nicolai Gedda. Hon var utsedd att sjunga Leonora i den sedan så berömda inspelningen av Fidelio med Christa Ludwig och Otto Klemperer (1969). Att så inte blev, har aldrig förklarats.
I DG:s inspelning av Tannhäuser (1970) sjöng Nilsson både Venus och Elisabeth. Detta hade föregåtts av samma prestation på Metropolitanoperan. Sångerskan menade enligt sina memoarer att det var först då hon fick ett bättre grepp om denna opera.
Nilsson ansågs vara sin tids ledande Wagner-sopran, en status som hon ärvde av den norska sopranen Kirsten Flagstad. Hon sjöng dock även många andra stora roller, till exempel Leonore, Aida, Turandot, Tosca, Elektra och Salome. Enligt New York Times hade hon ”en röst med oklanderlig sannhet och ointaglig uthållighet”.
Operakarriären fortsatte fram till 1982. Hon sjöng då huvudsakligen Elektra och Färgarhustrun. Färgarhustrun (i Richard Strauss opera Die Frau ohne Schatten är för övrigt Nilssons sist instuderade roll (1975). Hon gjorde sitt sista operaframträdande någonsin i Frankfurt 1982 i rollen som Elektra.
År 2003 gjorde Nilsson sitt tredje och sista Sommar-program i radion, med underrubriken Från bethögen till Beethoven.

### Äktenskap och bortgång

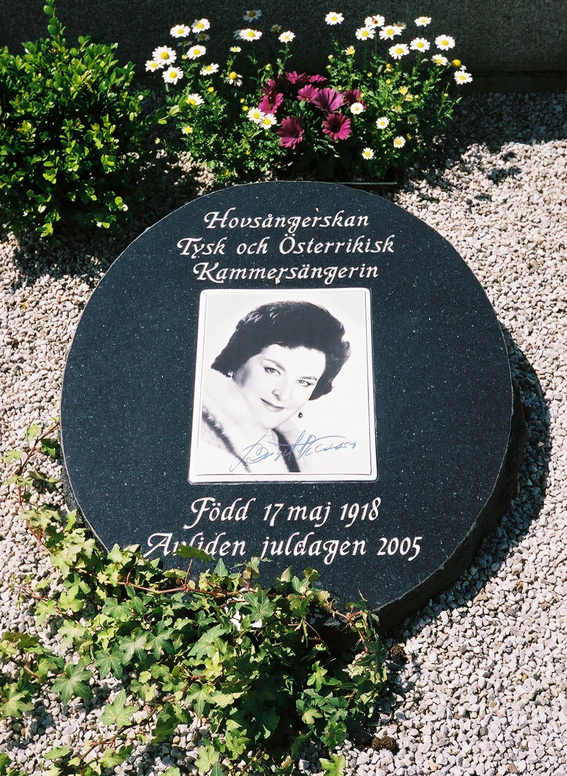
Birgit Nilssons grav på Västra Karups kyrkogård.

Hennes bortgång offentliggjordes, efter hennes makes önskan, först efter att begravningsgudstjänsten ägt rum i stillhet i Västra Karups kyrka den 11 januari 2006. Hon efterlämnade sin make sedan 57 år, veterinären och sedermera affärsmannen Bertil Niklasson, som avled i mars 2007. Makarna hade inga barn.

## Eftermäle och relaterade skapelser
Den östra lindallén i Kungsträdgården är sedan den 8 maj 2007 uppkallad efter Nilsson, Birgit Nilssons allé. Hon har även gett namn åt ett av Skånetrafikens Pågatåg.

### Birgit Nilsson-stipendiet
Huvudartikel: Birgit Nilsson-stipendiet
Birgit Nilsson-stipendiet delas ut av Birgit Nilssons stipendiefond, som instiftades i december 1969. Det tillkom till minne av Birgit Nilssons sånglärare Ragnar Blennow från Åstorp. Stiftelsekapitalet var ursprungligen på 15.000 kronor – medel från en föreställning av Tosca på Malmö Opera den 12 december 1969. Stipendiet ges till unga, lovande sångare, som verkar i Birgit Nilssons anda. Stipendiefondens mål är, att främja begåvade sångares fortsatta musikaliska utbildning.

### Birgit Nilsson Prize
Huvudartikel: Birgit Nilsson Prize
I december 2008, tre år efter hennes död, avslöjades det att hon instiftat ett pris, The Birgit Nilsson Prize, som ska gå till en sångare, dirigent eller specifik produktion inom den klassiska musiken. Prissumman är på en miljon amerikanska dollar och en internationell femmannajury utser pristagare. Priset är världens största musikpris. Första gången priset delades ut, 2009, gick det till tenoren Plácido Domingo efter Nilssons egen önskan. År 2011 fick den italienske dirigenten Riccardo Muti priset för sina insatser inom opera- och konsertlivet.

### Birgit Nilsson Museum
Huvudartikel: Birgit Nilsson Museum
I maj 2010 invigdes Birgit Nilsson Museum, beläget i hennes barndomshem i Svenstad i enlighet med hennes egen önskan. Museet förvaltas och drivs av en stiftelse. Här ges möjlighet till guidade visningar i boningshuset där bland annat möbler, fotografier och andra privata tillhörigheter kan ses medan guiden berättar om Birgit Nilssons uppväxt och väg till musiken. Utöver detta kan besökare se utställningen ”Birgit Nilsson – ögonblick och toner”, som från säsongen 2012 är färdigställd och med ljudguide (svenska, engelska och tyska). Här kan besökare lyssna på inspelningar, se på filmklipp och ta del av hennes privata föremål och minnen. Stallet är omgjort till kafé; i shopen finns musik, dvd:er, böcker och souvenirer till försäljning. Många i personalen har personliga minnen av Nilsson.

### Birgit Nilsson-statyn

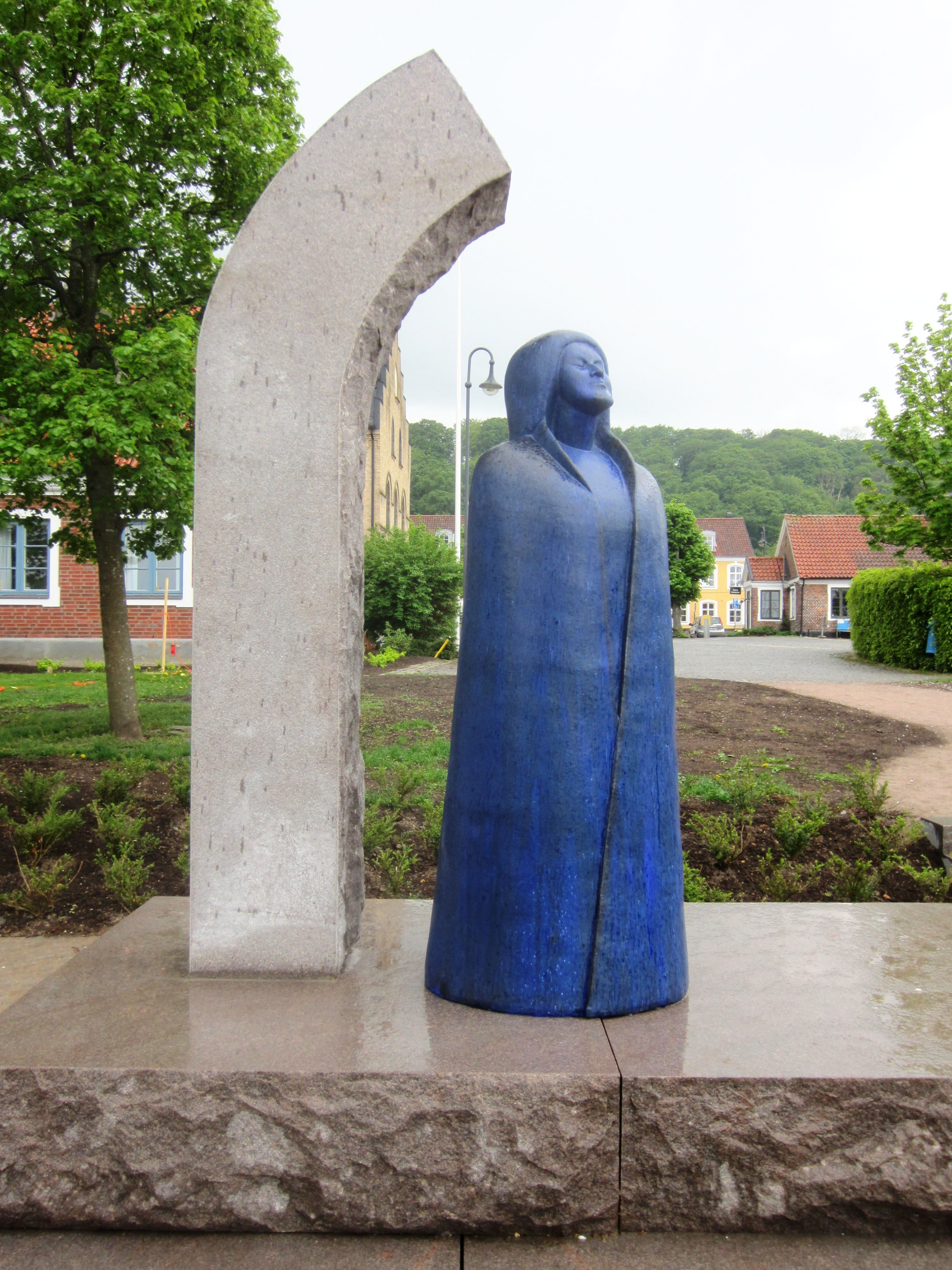
Statyn ”Birgit” avtäckt den 17 maj 2013 på Birgit Nilssons plats i Båstad.

Konstnärerna Ulla och Gustav Kraitz staty ”Birgit” avtäcktes i Båstad på Birgit Nilssons plats den 17 maj 2013 av konsertpianisten Lars Roos. Den är två meter hög och har utförts i högbränt stengods. Verket är beställt av Båstads kommun. Planerna på en skulptur har funnits sedan 2006, berättade kommunalrådet Kerstin Gustafsson. Vid avtäckningen närvarade flera hundra personer, Bjäre kyrkokörer framträdde och tenoren Michael Weinius sjöng några av de stycken Nilsson blev berömd för.

### Porträtt på svensk sedel
Nilsson och Skåne pryder den svenska 500-kronorssedeln, som gavs ut av Riksbanken i oktober 2016.
Hon har, tillsammans med övriga fem personer för porträtten på de nya sedlarna, valts utifrån att ha uppfyllt kriterierna: ”att personerna ska ha haft sin verksamhet under 1900-talet, de ska ha en folklig förankring och gärna ett internationellt anseende. Dessutom ska de representera olika delar av Sverige”.

## Roller
| Rollfigur         | Opera                    | Kompositör              | Datum och år  | Plats              |
| ----------------- | ------------------------ | ----------------------- | ------------- | ------------------ |
| Agathe            | Friskytten               | Carl Maria von Weber    | 9 okt 1946    | Kungliga Operan    |
| Lady Macbeth      | Macbeth                  | Giuseppe Verdi          | 9 okt 1947    | Kungliga Operan    |
| Venus             | Tannhäuser               | Richard Wagner          | 30 dec 1947   | Kungliga Operan    |
| Fältmarskalkinnan | Rosenkavaljeren          | Richard Strauss         | 26 feb 1948   | Kungliga Operan    |
| Senta             | Den flygande holländaren | Richard Wagner          | 4 nov 1948    | Kungliga Operan    |
| Woglinde          | Ragnarök                 | Richard Wagner          | 17 dec 1948   | Kungliga Operan    |
| Donna Anna        | Don Giovanni             | Wolfgang Amadeus Mozart | 7 apr 1949    | Kungliga Operan    |
| Lisa              | Spader Dam               | Pjotr Tjajkovskij       | 22 okt 1949   | Kungliga Operan    |
| Sieglinde         | Valkyrian                | Richard Wagner          | 3 dec 1949    | Kungliga Operan    |
| Brünnhilde        | Siegfried                | Richard Wagner          | 9 dec 1949    | Kungliga Operan    |
| Ursula            | Mathis der Maler         | Paul Hindemith          | 9 mar 1950    | Kungliga Operan    |
| Tosca             | Tosca                    | Giacomo Puccini         | 24 jan 1951   | Kungliga Operan    |
| Aida              | Aida                     | Giuseppe Verdi          | 31 mar 1951   | Kungliga Operan    |
| Elektra           | Idomeneo                 | Wolfgang Amadeus Mozart | sommaren 1951 | Glyndebourne       |
| Elsa              | Lohengrin                | Richard Wagner          | 9 nov 1951    | Kungliga Operan    |
| Elisabeth         | Tannhäuser               | Richard Wagner          | 11 apr 1953   | Kungliga Operan    |
| Leonora           | Fidelio                  | Ludwig van Beethoven    | sommaren 1953 | Bad Hersfeld       |
| Isolde            | Tristan och Isolde       | Richard Wagner          | 1 sep 1953    | Kungliga Operan    |
| Salome            | Salome                   | Richard Strauss         | 25 feb 1954   | Kungliga Operan    |
| Ortlinde          | Valkyrian                | Richard Wagner          | sommaren 1954 | Bayreuthfestspelen |
| Brünnhilde        | Ragnarök                 | Richard Wagner          | 13 dec 1954   | Kungliga Operan    |
| Penelope          | Penelope                 | Rolf Liebermann         | 17 mar 1955   | Kungliga Operan    |
| Brünnhilde        | Valkyrian                | Richard Wagner          | 14 apr 1955   | Kungliga Operan    |
| Turandot          | Turandot                 | Giacomo Puccini         | 23 feb 1957   | Kungliga Operan    |
| Den tredje nornan | Ragnarök                 | Richard Wagner          | sommaren 1957 | Bayreuthfestspelen |
| Amelia            | Maskeradbalen            | Giuseppe Verdi          | sep 1958      | Wiener Staatsoper  |
| Elektra           | Elektra                  | Richard Strauss         | 14 maj 1965   | Kungliga Operan    |
| Färgarfrun        | Die Frau ohne Schatten   | Richard Strauss         | 13 dec 1975   | Kungliga Operan    |

## Diskografi
I tidsordning. Den omfattar de viktigaste utgivningarna som gavs ut under Nilssons levnad. Samlingsvolymer eller konserter ingår inte, inte heller alla liveinspelningar.

### Studioinspelningar
- Franz Berwald, Estrellas aria ur akt 1, Estrella de Soria. Tillsammans med Radioorkestern. Radiotjänsts 78-varvare RD 557. Inspelad den 13 april 1947. Birgit Nilssons första inspelning. Återutgiven på CD:n Birgit Nilsson – Swedish Radio Concerts, Bluebell Records 1994.
- Richard Wagner: Elisabeths hälsningssång ur Tannhäuser. Sixten Ehrling, dirigent. 78-varvare.
- Tyska och italienska arior. Inspelad i London på HMV 1957. Richard Wagner: Mild und leise (ur Tristan und Isolde). Giuseppe Verdi: Occo l'orrido campo... Ma dall'arido stelo divulsa (ur Maskeradbalen). Pace, pace mio dio (ur Ödets makt). Ritorna vincitor och Qui Radames verra (ur Aida). Tillsammans med Philharmonia Orchestra. Dirigent: Leopold Ludwig.
- Tyska arior. Inspelad våren 1958. Ludwig van Beethoven: Ah perfido! (konsertaria), Abscheulicher, wo eilst du hin? Komm Hoffnung (ur Fidelio), Wolfgang Amadeus Mozart: Or sai chi l'onore (ur Don Giovanni). Carl Maria von Weber: Wie nachte mir der Schlummer...Leise, leise (ur Friskytten), Ozean, du Ungeheuer (ur Oberon). Dirigent: Heinz Wallberg.

De två föregående skivorna finns utgivna på en cd av märke Testament med nummer SBT 1200.
- Wagner: Birgit Nilsson & Hans Hotter. Inspelad på HMV 1958. Dich, teure Halle (ur Tannhäuser). Johohoe! Johohoe! och Wie aus der Ferne (ur Den flygande holländaren). Einsam in trüben (ur Lohengrin). War es so schmählich, Deinen leichten Sinn lass dich denn leiten, Du zeugtest ein edles Geschlecht, Leb wohl, du kühnes, herrliches Kind! och Loge, hör! Lausche heiher! (ur Valkyrian). Tillsammans med Hans Hotter, baryton, och Philharmonia Orchestra. Dirigent: Leopold Ludwig. Senaste utgåvor: EMI ”Great Recordings of the Century” 5 09702 2, och Testament nr SBT 1201.
- Giacomo Puccini, Minnie i Flickan från vilda västern. Inspelad juli 1958. Med Joao Gibin, Andrea Mongelli och Renato Ercolani. La Scala-orkestern under ledning av Lovro von Matacic. EMI.
- Wolfgang Amadeus Mozart, Donna Anna i Don Giovanni. Inspelad juni 1959. Med Leontyne Price, Eugenia Ratti, Cesare Valletti, Cesare Siepi, Fernando Corena. Wiener Philharmoniker under ledning av Erich Leinsdorf.
- Giacomo Puccini, Titelrollen i Turandot. Inspelad 1959. Med Jussi Björling, Renata Tebaldi och Giorgio Tozzi. Roms operaorkester under ledning av Erich Leinsdorf. RCA.
- Richard Wagner, Isolde i Tristan och Isolde. Inspelad september 1960. Med Fritz Uhl, Regina Resnik, Tom Krause och Arnold van Mill. Wiener Philharmoniker under ledning av Georg Solti. Decca.
- Giuseppe Verdi, Amelia i Maskeradbalen. Inspelad 1960–61. Med Carlo Bergonzi, Cornell MacNeill, Giuletta Simionati och Sylvia Stahlman. St. Cecila-akademins orkester, Rom, under ledning av Georg Solti. Decca.
- Richard Wagner, Brünnhilde i Valkyrian. Inspelad i september 1961. Med Jon Vickers, David Ward, George London och Rita Gorr. London Symphony Orchestra under ledning av Erich Leinsdorf. Decca.
- Richard Strauss, Salome. Inspelad i oktober 1961. Med Grace Hoffman, Gerhard Stolze och Eberhard Wächter. Wiener Philharmoniker under ledning av Georg Solti. Decca.
- Nilsson sings Verdi. Inspelad 1962. Innehåller 1. Ambizioso spirto... Vieni t'affretta!... Or tutti sorgete (Macbeth), 2. La luce langue (Macbeth), 3. Una macchia è qui tutt'ora (Macbeth), 4. Ben io t'invenni... Anch'io dischiuso... Salgo già (Nabucco), 5. Son giunta... Madre, pietosa Vergine (La Forza del Destino), 6. Pace, pace mio Dio! (La Forza del Destino), 7. O don fatale! (Don Carlos). Covent Garden-operans orkester under ledning av Argeo Quadri. Decca LXT 6033.
- Richard Wagner, Brünnhilde i Siegfried. Inspelad 1963. Med Wolfgang Windgassen, Hans Hotter, Gerhard Stolze, Gustav Neidlinger, Georg Böhme, Marga Höffgen och Joan Sutherland. Wiener Philharmoniker under ledning av Georg Solti. Decca.
- Ludwig van Beethoven, Leonora i Fidelio. Inspelad i Wien mars 1964. Med Graziella Sciutti, Donald Grobe, Gunther Adam, Hermann Prey, James McCracken, Kurt Equiluz och Tom Krause. Wiener Philharmoniker under ledning av Lorin Maazel. Decca.
- Richard Wagner, Brünnhilde i Ragnarök. Inspelad 1965. Med Wolfang Windgassen, Gustav Neidlinger, Gottlob Frick, Claire Watson, Dietrich Fischer-Dieskau, Christa Ludwig, Lucia Popp, Gwyneth Jones, Helen Watts och Grace Hoffman. Wiener Philharmoniker under ledning av Georg Solti. Decca.
- Richard Wagner, Brünnhilde i Valkyrian. Inspelad 1965. Med James King, Regine Crespin, Gottlob Frick, Hans Hotter, Christa Ludwig, Berit Lindholm, Brigitte Fassbaender, Helen Watts och Helga Dernesch. Wiener Philharmoniker under ledning av Georg Solti. Decca.
- Giuseppe Verdi, Titelrollen i Aida. Inspelad juni–juli 1965. Med Franco Corelli, Grace Bumbry och Mario Sereni. Roms operaorkester under ledning av Zubin Mehta. EMI.
- Giuseppe Verdi, Lady Macbeth i Macbeth. Inspelad 1965. Med Giuseppe Taddei och Bruno Prevedi. St. Cecila-akademins orkester, Rom, under ledning av Thomas Schippers. Decca.
- Songs from the land of the midnight sun. Musik av Grieg, Sibelius och Rangström. Dir. Bertil Bokstedt. Decca SXL 6185. Inspelad 1965. Återutgiven på Decca Eloquence.
- Giacomo Puccini, Titelrollen i Turandot. Inspelad 1965–66. Med Franco Corelli, Bonaldo Giaiotti, Renata Scotto och Angelo Mercuriali. Roms operaorkester under ledning av Francesco Molinari-Pradelli. EMI.
- Richard Strauss, Titelrollen i Elektra. Inspelad 1966–67. Med Regina Resnik, Marie Collier, Tom Krause och Gerhard Stolze. Wiener Philharmoniker under ledning av Georg Solti. Decca SET 354-355.
- Giacomo Puccini, Titelrollen i Tosca. Inspelad 1967. Med Franco Corelli och Dietrich Fischer-Dieskau. St. Cecila-akademins orkester, Rom, under ledning av Lorin Maazel. Decca.
- Wolfgang Amadeus Mozart, Donna Anna i Don Giovanni. Inspelad 1967. Med Dietrich Fischer-Dieskau, Peter Schreier, Martina Arroyo, Ezio Flagello, Reri Grist. DG.
- Carl Maria von Weber, Agathe i Friskytten. Inspelad 1969. Med Erika Köth, Walter Berry, Nicolai Gedda och Franz Crass. Bayerska radions orkester under ledning av Robert Heger. EMI.
- Carl Maria von Weber, Rezia i Oberon. Inspelad 1970. Med Placido Domingo, Arleen Augér, Donald Grobe, Hermann Prey, Julia Hamari och Marga Schiml. Bayerska radions orkester under ledning av Rafael Kubelik. DG.
- Richard Wagner: Elisabeth och Venus i Tannhäuser. Inspelad 1970. Med Wolfgang Windgassen, Dietrich Fischer-Dieskau och Theo Adam. Tyska operans orkester under ledning av Otto Gerdes. DG.
- Songs by Richard Strauss och Jean Sibelius. Inspelad 1975. Med Janos Solyom, piano. 17 sånger. BIS CD 15.

### Liveinspelningar (urval)
- Hugo Alfvén, Symfoni nr 4 c-moll, Från havsbandet, inspelad vid offentlig konsert i Stockholms konserthus stora sal 7 maj 1947. Med Einar Andersson, tenor. Konsertföreningens symfoniorkester, dirigent Hugo Alfvén. Ingår i box Hugo Alfvén, Alfvén conducts Alfvén. Phono Suecia ECHO PSCD 109. 3 CD.
- Wilhelm Peterson-Berger, Vainos sånger, ur Arnljot, inspelad 12 maj 1948 vid radiosänd konsert med Radioorkestern under ledning av Ivar Hellman, (5:48). Inspelad på lackskiva och återutgiven 2018 av Birgit Nilsson Museum.
- Béla Bartók, Judith i Riddar Blåskäggs borg. Inspelad 1953 vid Stockholmsoperan. Med Bernhard Sönnerstedt. Kungliga hovkapellet under ledning av Ferenc Fricsay. Skivmärke: Opera D'oro.
- Richard Wagner Elsa i Lohengrin. Inspelad 1954 vid Festspelen i Bayreuth. Med Astrid Varnay, Dietrich Fischer-Dieskau, Franz Crass, Gene Tobin, Gerhard Stolze, Wolfgang Windgassen, Hermann Uhde och Theo Adam. Bayreuthfestspelens orkester under ledning av Eugen Jochum.
- Richard Wagner, Brünnhilde i Valkyrian. Inspelad 1955–56 vid Stockholmsoperan. Med Set Svanholm, Sigurd Björling, Kerstin Meyer, Sven Nilsson och Aase Nordmo-Løvberg. Kungliga hovkapellet under ledning av Sixten Ehrling. Caprice CAP 21765.
- Richard Wagner, Isolde i Tristan och Isolde. Inspelad 1966 vid Festspelen i Bayreuth. Med Wolfgang Windgassen, Christa Ludwig, Martti Talvela och Eberhard Wächter. Bayreuthfestspelens orkester under ledning av Karl Böhm.
- Richard Wagner, Brünnhilde i Valkyrian, Siegfried och Ragnarök. Inspelade 1966–67. Med Anja Silja, Annelies Burmeister, Danica Mastilovic, Dorothea Siebert o fl. Bayreuthfestspelens orkester under ledning av Karl Böhm. Philips.
- Richard Strauss, Die Färberin i Die Frau ohne Schatten. Inspelad i oktober 1977. Med Leonie Rysanek, Ruth Hesse, James King och Walter Berry. Wiener Philharmoniker under ledning av Karl Böhm. DG 415472-2.
- Richard Strauss, Titelrollen i Elektra. Inspelad 16 juni 1982 vid Frankfurtoperan. Premiere Opera 1479-2 (2 CD). premiereopera.com (Adressen läst 30 juni 2012). Birgit Nilssons sista framträdande i en operaföreställning.

### Videoinspelningar
- Bell Telephone Hour 1961–1967. 1963: 1. Turandot (Puccini) In questa reggia, 2. Tannhäuser (Wagner) Almächt’ge Jungfrau, 3. Im Prater blüh’n wieder die Bäume! (Stolz), 4. Wien, du Stadt meiner Träume (Sieczynski), 5. Messias (Händel) Come unto Him, 6. Stabat Mater (Rossini) Inflammatus, 1963 8. La Forza del Destino (Verdi) Pace, pace, mio Dio! 9. Tosca (Puccini) Vissi d'arte 10. Ragnarök (Wagner) Final, 1967: 11. Tannhäuser (Wagner) Dich, teure halle 12. Birgit Nilsson i samtal med Donald Voorhees 13. Turandot (Puccini) In questa reggia. Bell Telephone Hour Orchestra under ledning av Donald Voorhees.
- Richard Wagner: Tristan och Isolde. Inspelad 1967 vid Osaka-festivalen. Med Wolfgang Windgassen, Hans Hotter och Hertha Töpper. Osakafestspelens orkester under ledning av Pierre Boulez.
- Puccini: Turandot. Inspelad 1969 för italiensk tv. Med bland andra G. Cecchele och G. Tucci. Dirigent: G. Prêtre.
- Richard Wagner: Tristan och Isolde. Inspelad 1973 vid Theatre Antique d'Orange. Med Jon Vickers, Ruth Hesse, Walter Berry och Bengt Rundgren. Orchestre National de RTF under ledning av Karl Böhm.
- Richard Wagner: Tristan och Isolde. Inspelad 1977 vid Kungliga Operan. Med Helge Brilioth. Nilsson medgav inte att denna inspelning sändes.
- Richard Strauss: Die Frau ohne Schatten. Inspelad 1978 vid Kungliga Operan. Med Wennberg, Kastu, Ericson och Berry. Dir. Klobucar.
- Richard Strauss: Elektra. Inspelad 1980. Med Leonie Rysanek, Mignon Dunn, Robert Nagy och Donald McIntyre. Metropolitan Opera Orchestra under ledning av James Levine. DG 0734111.
- Nilsson, Mödl & Varnay – conversation. Tyskt tv-program från 1977. Engelsk textning. Premiere Opera DVD 5961. www.premiereopera.com

## Priser och utmärkelser
- 1954 – Hovsångerska
- 1960 – Ledamot nr 688 av Kungliga Musikaliska Akademien
- 1960 – Kungliga medaljen Litteris et Artibus[24]
- 1965 – Teaterförbundets guldmedalj
- 1966 – Léonie Sonnings musikpris, Danmark
- 1967 – Medaljen för tonkonstens främjande
- 1968 – Österrikisk kammarsångerska
- 1968 – Hedersledamot av Wiener Staatsoper
- 1970 – Hedersdoktor vid Merrimack College, Andover, Massachusetts
- 1970 – Hedersledamot av Royal Academy of Music, London
- 1970 – Kammarsångerska i Bayern
- 1973 – Kungliga medaljen Ingenio et arti, Danmark
- 1974 –  Kommendör av 1. klass av Vasaorden
- 1975 –  Kommendör av Sankt Olavs orden, Norge
- 1981 – Kungl. medaljen Illis Quorum av 18:e storleken
- 1982 – Hedersdoktor vid Manhattan School of Music, New York
- 1982 – Hedersdoktor vid Michigan State University, USA
- 1991 –  Arts et Lettres-orden
- 1997 – Hedersdoktor i finländska Sibelius-akademin
- 1998 – Professors namn
- 1999 – Hedersledamot av Wienerfilharmonikerna
- 2000 – Medlem nummer 1 i hederskollegiet vid Kungliga Musikhögskolan
- 2005 – Region Skånes kulturpris
- För fullständig listning av utmärkelser se http://birgitnilssonprize.org/birgit-nilsson/honours-awards/